# Nová Baňa
Nová Baňa er en by og kommune i distriktet Žarnovica i regionen Banská Bystrica i det centralige Slovakiet. Den ligger kun 140 kilometer fra den slovakiske hovedstad Bratislava. Byen har et areal på 61,26  km² og en befolkning på 7.007(2021) indbyggere.

## Eksterne links
- Officiel hjemmeside

- Wikimedia Commons har flere filer relateret til Nová Baňa